# Ernesto Drangosch (Komponist)
Ernesto Drangosch (* 22. Januar 1882 in Buenos Aires; † 26. Juni 1925 ebenda) war ein argentinischer Pianist und Komponist.
Drangosch wurde in Argentinien als Sohn deutscher Einwanderer geboren. Sein Vater, Carlos Drangosch, war Inhaber des Musikalienhandels Drangosch & Beines. So erhielt er schon in früher Kindheit Klavierunterricht und trat bereits 1891 mit dem Orchester des Opernhauses unter Leitung von Prieto Melani mit Beethovens Erstem Klavierkonzert auf. Bei einem anderen Konzert wurde Alberto Williams auf den hochbegabten Pianisten aufmerksam und holte ihn 1894 an die Musikhochschule von Buenos Aires. Dort zählten neben Williams Julián Aguirre, Carlos Marchal und Luigi Forino (Cello) zu seinen Lehrern.
Ab 1897 studierte er an der Akademischen Hochschule für Musik in Berlin bei Karl Heinrich Barth Klavier, bei Max Bruch Harmonielehre und Kontrapunkt, bei Joseph Joachim Chor- und Orchesterleitung und bei Carl Krebs Musikästhetik und -geschichte. Musiker wie Felix Weingartner, Arthur Nikisch, Ignatz Paderewski, Arturo Toscanini, Arthur Rubinstein, Jan Kubelík, Franz von Vecsey, Edvard Grieg und Siegfried Wagner zeigten sich beeindruckt von seinem Talent und seiner Persönlichkeit.
1900 kehrte Drangosch nach Argentinien zurück, um sich am Wettbewerb um den Gran Premio Europa, ein von der Comisión Nacional de Bellas Artes gestiftetes Vierjahresstipendium, teilzunehmen. 1901 kehrte er nach Berlin zurück und nahm Klavierunterricht bei Conrad Ansorge und Kompositionsunterricht bei Engelbert Humperdinck. Daneben trat er als Pianist mit den Berliner Philharmonikern unter der Leitung von Joachim, Ferruccio Busoni und Eugen d’Albert auf.
Von 1905 bis 1907 unterrichtete er am Conservatorio de Música de Buenos Aires, danach leitete er bis zu seinem Tode die von ihm gegründete und nach ihm benannte Casa de Estudios Ernesto Drangosch. Zu seinen Schülern zählten u. a. Arnaldo D’Espósito, Silvia Eisenstein, Luis Gianneo, Honorio Siccardi und Raul Spivak. 1924 berief ihn Carlos López Buchardo als Professor an das Conservatorio Nacional de Música.
Daneben entfaltete Drangosch eine intensive Konzerttätigkeit in Argentinien und den Nachbarländern. So führte er in der Konzertreihe Doce conciertos históricos in je drei Konzerten zwölf repräsentative klassische und romantische Werke für Klavier und Orchester auf und spielte 1916 auf mehreren Konzertreisen sämtliche Klaviersonaten Beethovens.
Drangosch komponierte neben Klavierwerken auch Orchester- und Kammermusik, Chorwerke und Lieder. In vielen seiner Werke verschmolz er traditionelle europäische Musik mit populären amerikanischen Rhythmen wie Tango, Samba, Shimmy, Cakewalk, Maxixe, Pericón und Vidalita. Zwei Bühnenwerke blieben unaufgeführt.
Drangosch starb 1925 kurz vor einer geplanten Europatournee an einer Lungenentzündung.

## Werke
- Albumblatt für Klavier, 1895
- Sonata en mi bemol mayor für Klavier, 1895
- Zwei Spanische Serenaden für Klavier, 1900
- Cuatro piezas características für Klavier, 1900
- Cap Ortegal Marsch für Orchester, 1900
- Tema con variaciones für Klavier, 1902
- Ballträume, fantastische Miniatursuite für Streichorchester, 1903
- Fantasía, en forma de un tiempo de sonata für Klavier, 1905
- Sechs Lieder nach Ludwig Uhland, 1906
- Vier Lieder nach Ludwig Uhland, Mathilde Gräfin Sternberg, Friedrich Albrecht Meyer und August Heinrich Hoffmann von Fallersleben, 1906
- Drei Charakterstücke für Klavier, 1908
- Drei Klavierstücke, 1908
- 6 études de concert für Klavier, 1908
- Concert E dur für Klavier und Orchester, 1912
- Dos poesías de Amado Nervo für Tenor oder Sopran und Orchester
- Sinfonía argentina, 1914
- Tangos criollos für Klavier, 1914
- Sonata G-Dur für Violine und Klavier, 1915
- Dos piezas características für Violine und Klavier, 1915
- Drei Lieder nach Enriquete Salas, Max Bewer und Gottfried Kinkel, 1915
- El arte de tocar el piano, 1915
- Plegaria nach Gedichten von Blanca Piñero, 1916
- 6 Bagatelas für Klavier, 1916
- Góndola für Klavier, 1916
- Romanza – Vals für Klavier, 1918
- Zwei Lieder nach Johanna W. Lankan für Chor, 1918
- Tres composiciones für Klavier, 1920
- Obertura criolla für Orchester, 1920
- Cuatro melodías nach Ludwig Uhland, Friedrich Hölderlin und Amado Nervo, 1920
- La gruta de los milagros, Operette (Libretto von Ricardo Hicken), 1921
- Dos melodías nach Rafael Arrieta
- Canción de la Marina nach Rafael Arrieta, 1923
- El carnaval, Oper (Libretto von Víctor Mercante), 1923–25
- El sátiro y la ninfa, sinfonische Dichtung, 1924
- El perseguido, Tango für Klavier